# أوليغ سوسلوف
أوليغ سوسلوف (بالأوكرانية: Суслов Олег Анатолійович)‏ هو لاعب كرة قدم أوكراني في مركز حراسة المرمى، ولد في 2 يناير 1969 في ستاخانوف في جمهورية لوغانسك الشعبية. شارك مع منتخب أوكرانيا لكرة القدم. أما مع النوادي، فقد لعب مع أدميرا فاكر مودلينغ وتشورنومورتس أوديسا وزوريا لوهانسك ونادي أوديسا ونادي ريد بل سالزبورغ ونادي سانت بولتن.

## وصلات خارجية
- أوليغ سوسلوف على موقع الاتحاد الدولي (مؤرشف)  (الإنجليزية)
- أوليغ سوسلوف على موقع اتحاد أوكرانيا (الإنجليزية)
- أوليغ سوسلوف على موقع ناشيونال فوتبول تيمز (الإنجليزية)
- أوليغ سوسلوف على موقع Soccerway.com (الإنجليزية)